# ملك سليم
ملك سليم (مواليد 2003 - الجيزة، مصر) هي لاعبة جمباز إيقاعي مصرية وأحد أعضاء المنتخب الوطني المصري الأول للجمباز.

## مسيرتها الرياضية
شاركت ملك في منافسات المجموعات للناشئين في بطولة أفريقيا للجمباز الإيقاعي الثالثة عشر المقامة في ولفس بي عام 2016 وفازت بثلاث ميداليات ذهبية في فئة 5 أطواق (Groups 5 Hoops) وفئة 5 كرات (Groups 5 Balls) وفئة 5 أطواق + 5 كرات (Groups 5 Balls + 5 Hoops).
في عام 2017، كانت ملك أحد أعضاء المنتخب المصري للجمباز الإيقاعي للناشئين الفائز بالميدالية الفضية والذي مثل مصر في البطولة الدولية للجمباز الإيقاعي التي أقيمت في لوكسمبورغ وانتهت بحصول الفريق على المركز الثاني.
في عام 2020، شاركت في منافسات المجموعات في بطولة أفريقيا للجمباز الإيقاعي الخامسة عشر المقامة في مدينة شرم الشيخ وفازت بثلاث ميداليات ذهبية في كل من مسابقة الفرق (Group All-around) وفئة 5 كرات (Groups 5 Balls) وفئة 3 أطواق + 2 صولجان (Groups 3 Hoops + 2 Clubs)، مما أهل المنتخب للمشاركة في أوليمبياد طوكيو 2021.

## المشاركة الأولمبية
| طوكيو 2020 | لجين إسلام بولينا فودة سلمى صالح ملك سليم تيا صبحي | مجموعات | 36.300 | 33.050 | 69.350 | 13 | لم يتأهلن | لم يتأهلن | لم يتأهلن | لم يتأهلن | لم يتأهلن | لم يتأهلن |